# Олдрич, Флора
Флора Олдрич (англ. Flora L. Southard Aldrich; 6 октября 1859, Уэстфорд, Нью-Йорк — 19 марта 1921) — американская врач и писательница, проживавшая в Миннесоте.

## Ранние годы
Флора Л. Саутхард родилась в Уэстфорде, штат Нью-Йорк, в семье Соломона Уэсли Саутхард и Аманды Сазерленд Саутхард. В 1887 году она получила медицинское образование в Медицинском колледже Миннесоты, а затем продолжила обучение в Австрии и Германии.

## Карьера

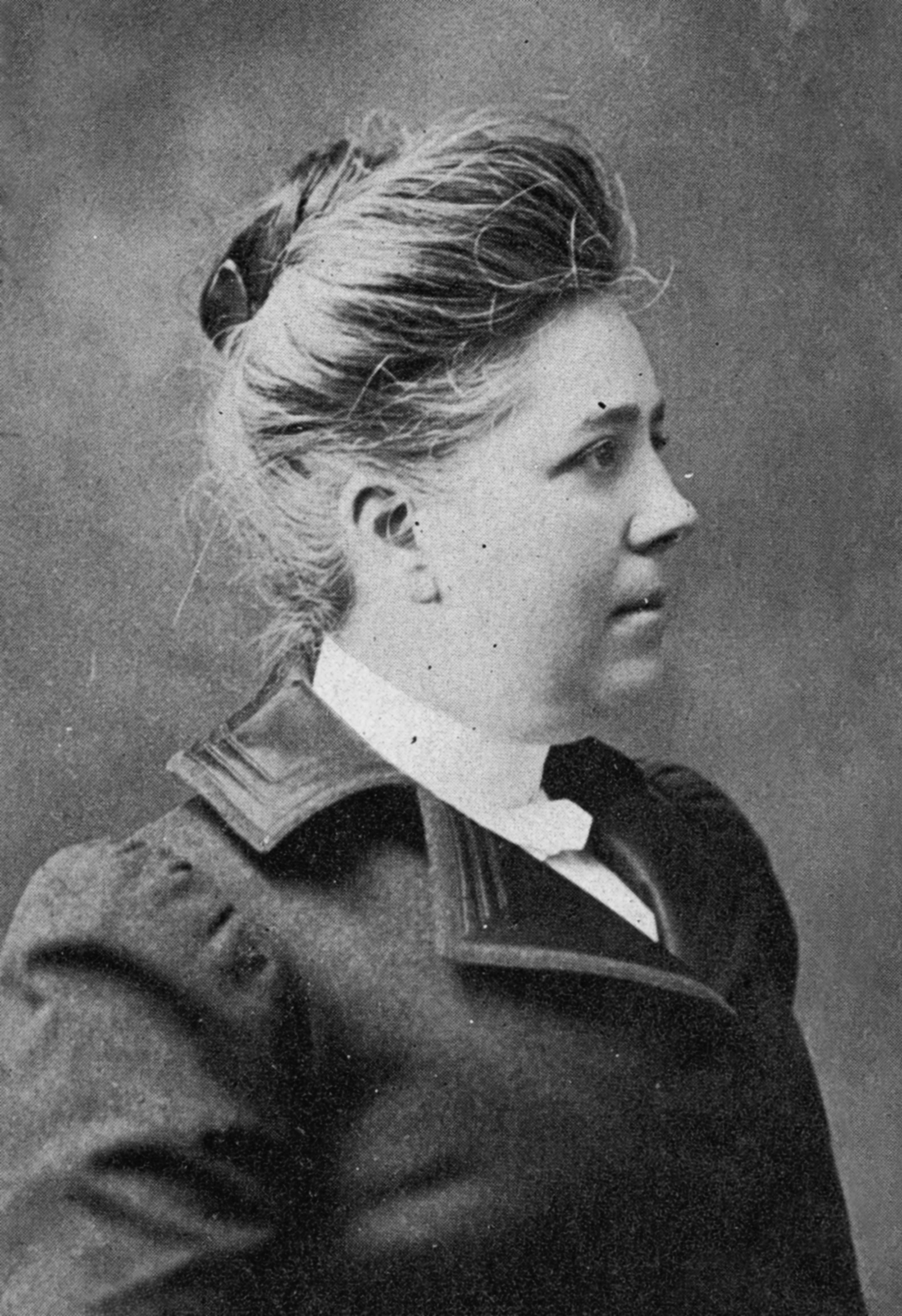
Флора Л. С. Олдрич, на фронтисписе её романа 1910 г.

В 1884 году Олдрич переехала в Аноку, штат Миннесота, и несколько лет спустя начала там свою медицинскую практику. Она была первым президентом женского литературного клуба Аноки, Филолектианского общества, которое в 1894 году основало первую в городе публичную библиотеку. Она была вице-президентом-основателем библиотечного совета.
Олдрич написала книгу «Собеседница по будуару» (1901), персональное руководство по здоровью и гигиене для женщин. Её советы включали в себя рекомендации о том, что «Каждой беременной женщине будет полезно спать в одиночестве» и «Прогулки на свежем воздухе — идеальная форма физических упражнений для беременной женщины». Она также одобрила грудное вскармливание как полезное для здоровья матери и ребёнка, но предостерегла от употребления бананов, чтения и шитья в период сразу после родов. Она написала ещё две книги: «Мой ребёнок и я» (1903), руководство по воспитанию детей, и роман «Один мужчина» (1910).
Олдрич принимала активное участие в борьбе за женское избирательное право в Миннесоте. Она была делегатом от президента на съезде Демократической партии штата Миннесота в 1920 году. Она была членом Американской медицинской ассоциации, Федерации женских клубов Миннесоты и Ассоциации общественного здравоохранения Миннесоты. Во время Первой мировой войны она была членом Американской ассоциации женских больниц и председателем Бельгийского комитета помощи младенцам в штате Миннесота.

## Личная жизнь
Флора Л. Саутхард вышла замуж за врача Алансона Джорджа Олдрича в 1883 году. Её муж умер в 1916 году, а она умерла в 1921 году в возрасте 61 года в Аноке. В её доме в Аноке в 1970-х и 1980-х годах располагалось местное историческое общество, а сейчас там находится антикварный магазин; он является частью Колониального зала и масонской ложи № 30 в Национальном реестре исторических мест. Филолектианское общество Аноки просуществовало до 2017 года.